# 国道339号
国道339号（こくどう339ごう）は、青森県弘前市から東津軽郡外ヶ浜町（三厩地区）に至る一般国道である。

## 概要

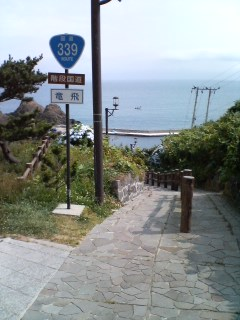
階段国道

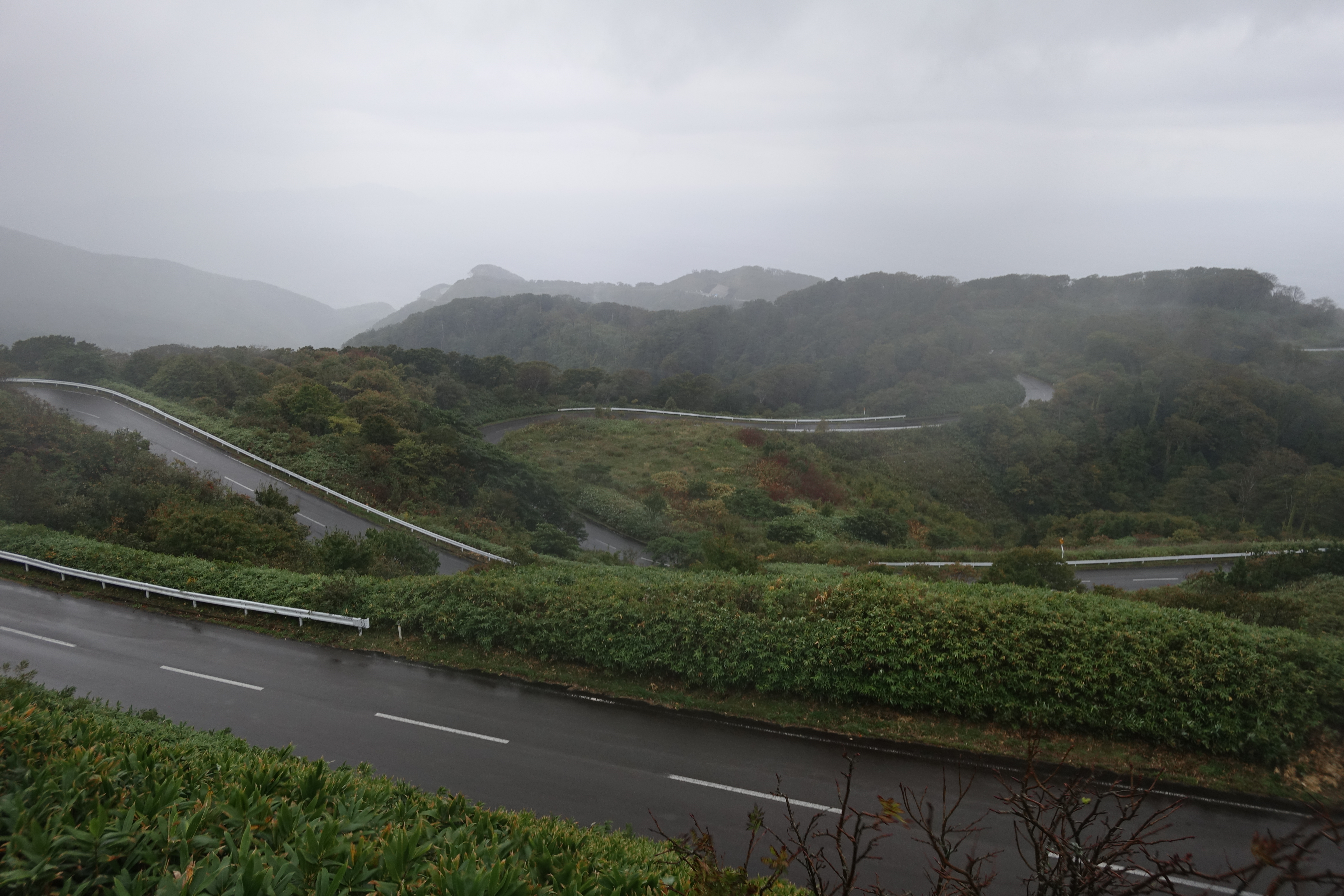
眺瞰台から見た竜泊ライン

青森県弘前市から津軽平野を北上して五所川原市を経由し、津軽半島北端の東津軽郡外ヶ浜町（三厩地区）に至る延長129.3 kmの一般国道の路線で、主な通過地は、南津軽郡藤崎町、北津軽郡板柳町、同郡鶴田町、五所川原市、北津軽郡中泊町大字中里、同町大字小泊である。津軽半島の中央部を南北に縦断する道路で、半島北部は日本海側に道路が沿っており、竜飛崎と小泊を結ぶ区間は通称「竜泊ライン（たつどまりライン）」とよばれる。東津軽郡外ヶ浜町龍浜の竜飛崎附近に、国道で唯一の階段と歩道で構成された車両通行不能区間があり、「階段国道」の名で特に知られる。

### 路線データ
一般国道の路線を指定する政令に基づく起終点および重要な経過地は次のとおり。
- 起点：弘前市（高田交差点 = 国道7号上・国道102号起点）
- 終点：青森県東津軽郡三厩村[注釈 2]（国道280号交点）
- 重要な経過地：青森県南津軽郡藤崎町、五所川原市、同県北津軽郡中里町[注釈 3]
- 総延長 : 129.3 km（重用延長を含む）[5][注釈 4]
- 重用延長 : 0.0 km[5][注釈 4]
- 未供用延長 : なし[5][注釈 4]
- 実延長 : 129.3 km[5][注釈 4]
  - 現道 : 96.4 km[5][注釈 4]
  - 旧道 : 0.6 km[5][注釈 4]
  - 新道 : 32.3 km[5][注釈 4]
- 指定区間：なし[6]
- 車両通行不能区間：青森県東津軽郡外ヶ浜町三厩龍浜（階段国道）

## 歴史
竜泊ラインの区間は、かつては道路らしい道路が通じていなかった交通の難所で、この区間の一部は陸上自衛隊が建設に当たり道路が完成している。

### 年表
- 1974年（昭和49年）11月12日 - 主要地方道弘前五所川原線・五所川原蟹田線・中里今別蟹田線を統合して、一般国道339号（青森県弘前市 - 青森県東津軽郡三厩村（現・外ヶ浜町）として指定[注釈 5]。小泊 - 竜飛間19.1 kmは未開通区間。
- 1975年（昭和50年）4月1日 - 一般国道339号を指定施行[注釈 6]。
- 1977年（昭和52年）8月 - 青森県五所川原市内の布屋町 - 栄町間1.44kmの一方通行規制開始[8]。
- 1982年（昭和57年）11月8日 - 全線開通。小泊 - 竜飛間19.1 kmのうち、小泊側12.78 kmは陸上自衛隊八戸駐屯地の第9施設大隊が工事を行った[9]。
- 1984年（昭和59年）10月22日 - 小泊 - 竜飛間が通行可能となる。
- 1987年（昭和62年） - バイパス道路の藤崎工区が完成し、開通[10]。
- 1989年（平成元年）8月30日 - 正午から国道101号と共に青森県五所川原市中心部の一方通行が解除され、対面通行となる[11]。
- 1990年（平成2年）11月30日 - 相内バイパスが開通[12]。
- 1997年（平成9年）10月 - 藤崎 - 五所川原間の国道339号バイパス道路開通[13]。
- 2000年（平成12年）4月23日 - 「竜泊ライン」を片側1車線化する事によって、大型車両の通行規制を解除。

## 路線状況

### 別名
- 竜泊ライン（北津軽郡中泊町 - 東津軽郡外ヶ浜町）
  - 漁港がある小泊（中泊町）から北へ続く道路で、北端は階段国道のある龍飛崎付近まである。区間距離は約24 kmあり、絶景のドライブルートで知られる[14][15]。「龍泊ライン」とも表記され、通称名は起終点の龍飛崎と小泊からそれぞれとられたものである[15]。南側区間は、主に日本海の波に洗われた奇岩が見られる海岸線沿い道である[14]。また北側区間は海岸線から離れた尾根沿いの峠道で、山の景色へと変化し、つづら折れが連続する区間もある[14]。一部区間は、11月中旬から4月下旬まで冬季閉鎖される[14][15]。
  - かつて、小泊 - 竜飛間は小舟でしか交流できない“まぼろしの道路”と呼ばれており、整備が求められていた[16]。「津軽半島一周道路」の完成を目指して1972年（昭和47年）に青森県が県道として造成を開始し、自衛隊の受託工事として小泊側から開削工事が行われ、また1973年度（昭和48年度）には竜飛側から五所川原土木事務所の請負工事により道路改良が行われ、国道昇格後も引き続き工事が行われた[17]。1982年（昭和57年）11月8日に全線開通、1984年（昭和59年）10月22日に通行可能となった[16]。
  - 沿道には展望の良い「眺瞰台」が設けられ、開削に従事した陸上自衛隊第9施設大隊および第39普通科連隊の功を記念する眺瞰台の碑が立っている[18]。また「佐藤橋」「長浜橋」として担任作業隊長の名前が橋梁の名称に採用されたほか、景勝地の「坂本台」は当時の第9師団長の名前から採用されている[9]。
  - 延長19.1 km、幅員4.5 m（道路部分3.0 m）[16]。2006年度（平成18年度）までに全線が2車線道路に整備されている[1]。
- 小泊道
- 階段国道（東津軽郡外ヶ浜町 字三厩龍浜）
- あわび道路（東津軽郡外ヶ浜町 龍飛崎付近 - 三厩漁港）
  - 津軽海峡最北端の龍飛崎に通じる津軽海峡沿岸の道路の通称。国道やその前身の県道に指定・認定される以前の大正時代までは、道路とよべるような道は存在しておらず、海岸に崖が切り立つ交通難所であった[19]。そのため地元の宇鉄漁業協同組合長だった牧野逸蔵を中心にアワビの潜水器事業で得た収益金を投じて、この区間に安全な道路を通そうと1923年（大正12年）から崖の固い岩盤を掘削して13の洞門を貫通させ、1929年（昭和4年）に道路を完成させた。その後新しい道路が作られたため、多くの洞門は廃道となって姿を消したが、現・国道339号沿いに当時開削された8つの洞門が残されている[19]。

### バイパス
- 国道339号バイパス（藤崎 - 五所川原間）
  - 通称はなく、青森県が制定した都市計画区域マスタープランでも「国道339号バイパス」と表記している[20]。
- 五所川原北バイパス
- 今泉太田バイパス（七平バイパス）
- 相内バイパス
  - 五所川原市（旧市浦村）相内地区を通る延長2,440 m、幅員12.2 mのバイパス道路。1983年（昭和58年）着工、1990年（平成2年）11月30日竣工、総事業費は9億8910万円[12]。相内地内の市浦市街地を通る現道（別名：小泊道）の北西側で平行する。
- 梹榔バイパス
  - 東津軽郡外ヶ浜町字三厩梹榔地内を通る延長512 m、幅員9.0 m（車道部6.0 m）のバイパス道路。2003年度（平成15年度）着工、2006年度（平成18年度）完工、2007年（平成19年）5月15日に竜飛海岸公有地造成護岸等整備事業との合同竣工式を実施。事業費は7.5億円[21]。

### 道路施設

#### 橋梁
- 十川橋（五所川原市）

#### 道の駅
沿線には道の駅が4か所あり、それぞれに地域の果物や水産物を使ったご当地グルメを提供している。
- つるた（北津軽郡鶴田町境里見）
- 十三湖高原（五所川原市相内）
- こどまり[注釈 7]（北津軽郡中泊町小泊）
- みんまや[注釈 7]（東津軽郡外ヶ浜町三厩龍浜）

### 冬期交通規制区間
- 中泊町小泊 - 中泊町中小泊山国有林の通称「竜泊ライン」区間の8.7 km（11月中旬 - 4月初旬）[22]
- 中泊町中小泊山国有林 - 外ヶ浜町三厩龍浜の通称「竜泊ライン」区間の11.0 km（11月中旬 - 4月下旬）[22]
- 外ヶ浜町三厩龍浜の階段区間の388.2 m[23]

## 階段国道

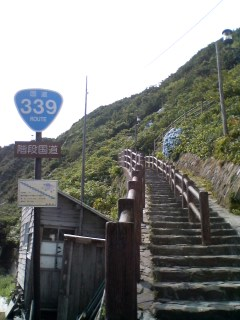
「階段国道」を階段の上り口側から見たところ

階段国道（かいだんこくどう）は、東津軽郡外ヶ浜町三厩龍浜の龍飛埼灯台付近から竜飛漁港付近の間の急峻な崖を結んでいる国道339号のルートとして指定された362段の階段とそれに続く歩道区間の通称である。また国道339号は、国道指定された階段を持つ日本唯一の国道でもある。外ヶ浜町営バス（三厩地区バス）の終点にあたる「龍飛崎歌謡碑前」バス停近くに大きな案内標識（北緯41度15分27.6秒 東経140度20分37.9秒 / 北緯41.257667度 東経140.343861度）があり、そこから階段国道を下がりきると、「竜飛漁港」バス停のすぐ近く（北緯41度15分34.2秒 東経140度20分43.2秒 / 北緯41.259500度 東経140.345333度）に出ることになる。階段であるため、自動車やバイクなど車両は通行することは出来ず、歩行者専用の通行路となっている。

### 階段国道の始まり
階段が国道に指定された経緯はいまだ明確にされておらず、諸説ある。龍飛崎の丘の上から龍飛漁港へと下る区間について、かつては村道の階段であった。これがのちに県道に昇格している。さらに国道339号が国道指定された際に、「役人が現地を見ずに地図上のみで国道に指定した」とする俗説もなされているが、この部分が階段であることは地元住民や当時の建設省も現地の状況を把握した上で、国道に指定されたという見方もされている。最も有力とされるものとして「青函トンネル工事のためのバイパス道路を建設する計画があり、道路整備のため階段と知りながら暫定的に国道に指定された」とする説などがある。
国土交通省や青森県によれば、国道指定前は階段ではなく狭く急な坂道で、坂道の中腹にある三厩村立竜飛中学校、坂道の上にある三厩村立竜飛小学校の通学路となっていた。その後、坂道の中腹にある中学校まで青森県が階段を整備し、1985年（昭和60年）頃に小学校までの階段が整備された。現在の階段は1993年（平成5年）から1996年（平成8年）まで青森県の整備事業として再整備されたものである。
この路線が県道から国道339号へ昇格するときに、あらかじめ階段部分を国道に暫定的に指定して、車道を整備して地域の重要な交通路として改良する計画であった。この階段区間の上下を結ぶ迂回可能な自動車交通路がその後に建設されており、それを国道に指定し直そうとする案も出されたところ、すでに「全国で唯一の階段国道」がマスメディアに取り上げられて反響をよび、多くの人が訪れて有名になっていたので、地元からは「この方が観光名所になるから」という旨の意見も出て、あえて道路の国道指定変更を中止させたという逸話がある。結局、観光資源として階段を残して地域振興に役立てようという結論に至り、急傾斜であるがゆえに車道を整備することは困難とされた階段区間は、国道として迂回する車道整備を行うことがとりやめられる運びとなり、代わりに全国的にも珍しい階段の国道として手すりを付けるなどの観光整備を行うきっかけとなった。その後、テレビや新聞などのマスコミに紹介されたことから津軽の観光名所として人気を集めている。実際に外ヶ浜町にとっては最も観光入込客数の多い地点となっており、2013年（平成25年）には184,875人が訪れている。

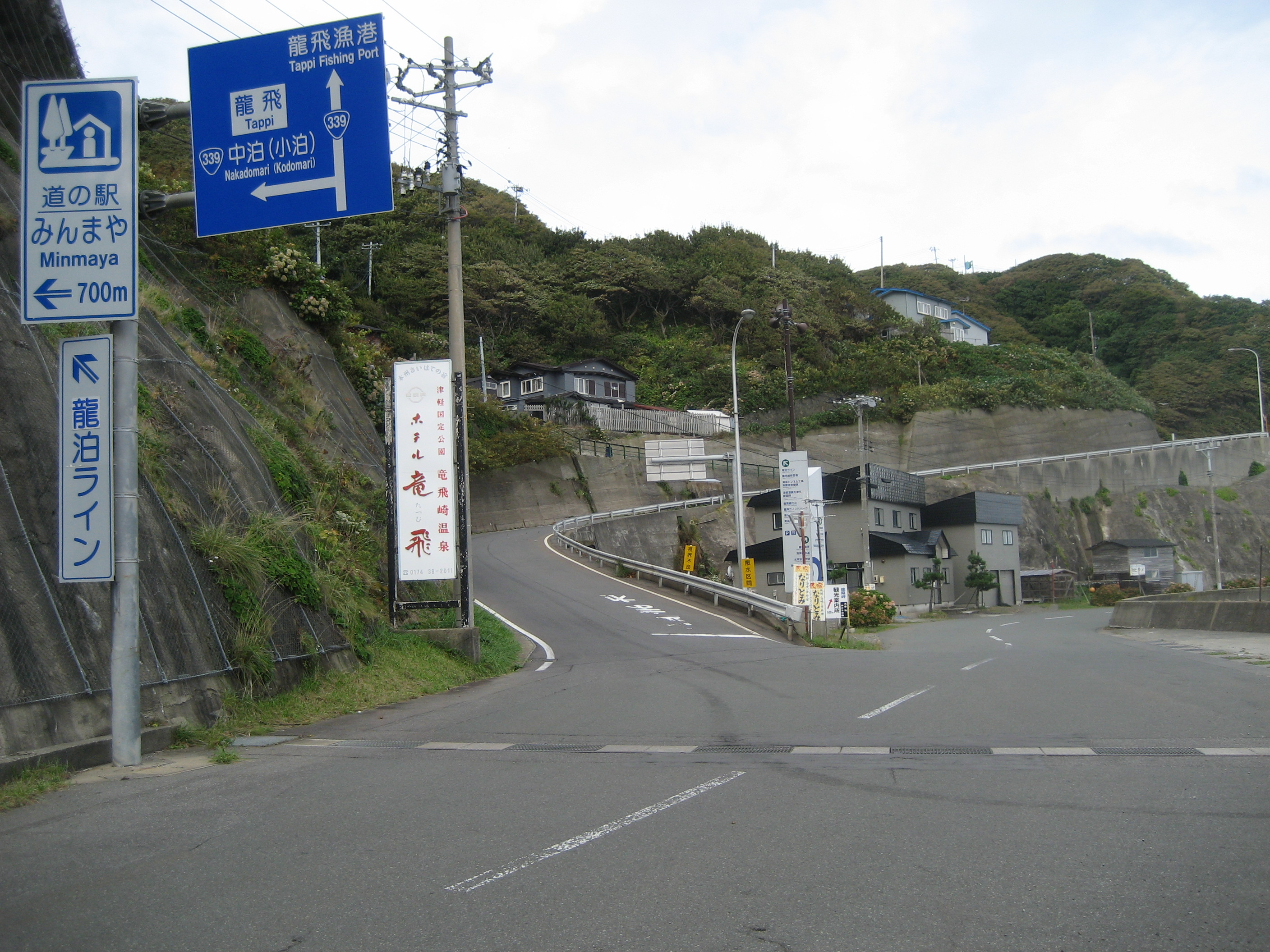
青森県外ヶ浜町三厩木落（階段国道方面と小泊方面との分岐）付近

### 階段
全長は388.2 m、段数は362段で標高差が約70 mある。平らな石造りの階段は手すりも用意されており、歩きやすく幅が確保されて整備されているが、勾配は急であり直線的でない。途中で休憩するための施設としてベンチが設置されている。風の強い竜飛の海からの風を遮る設備はない。階段脇には自転車を乗せることが可能なスロープが設置されている。津軽海峡と漁港を見下ろす位置にあり、階段の両脇にはアジサイが植えられていて、夏期の開花シーズンは階段国道を彩る。階段国道の上の近くには駐車場があり、龍飛埼灯台に続く「階段町道」 も存在する。

階段国道上から撮影 国道339号線の標識と階段（2010年8月）
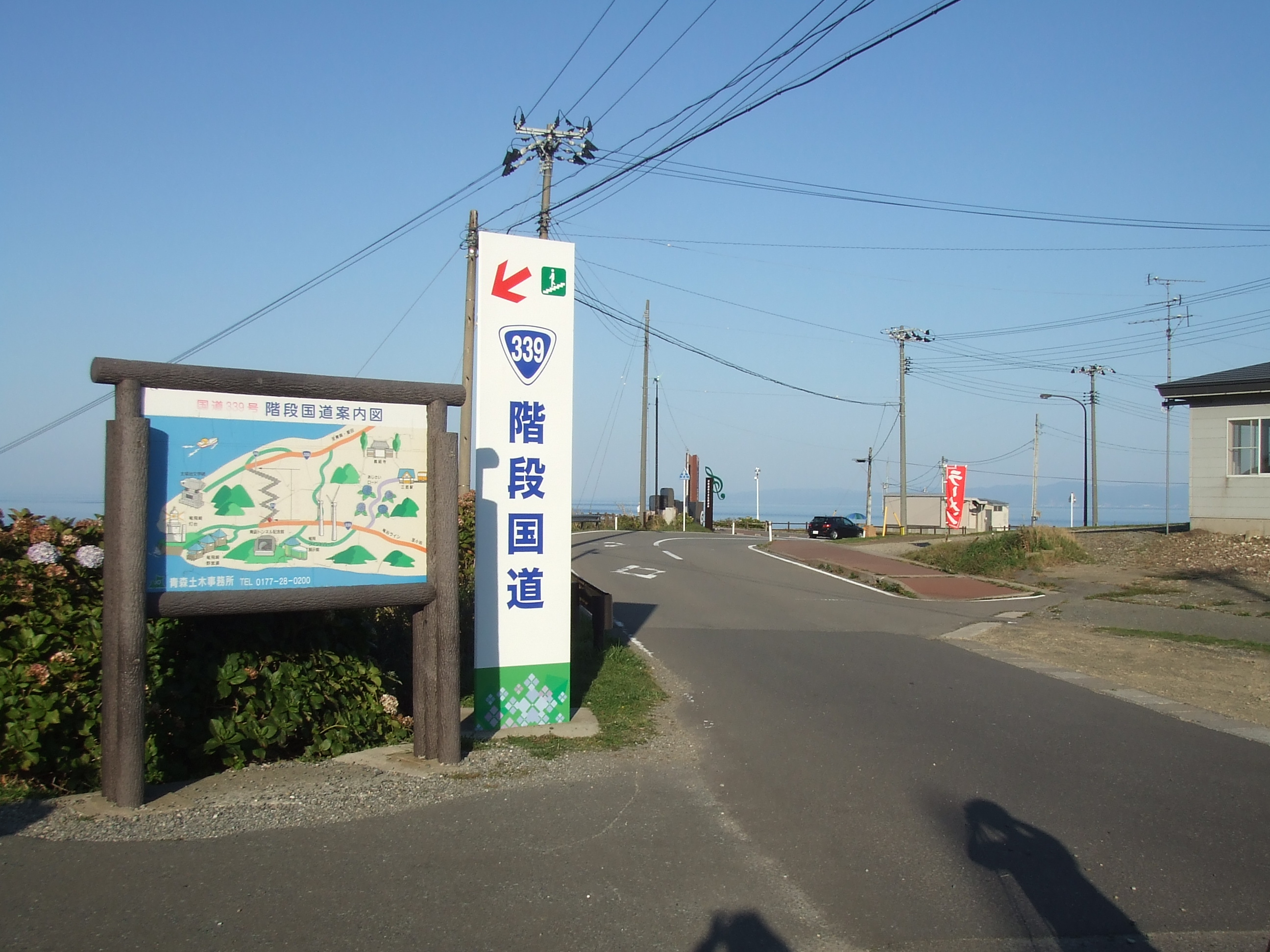
階段国道の案内（2007年10月）
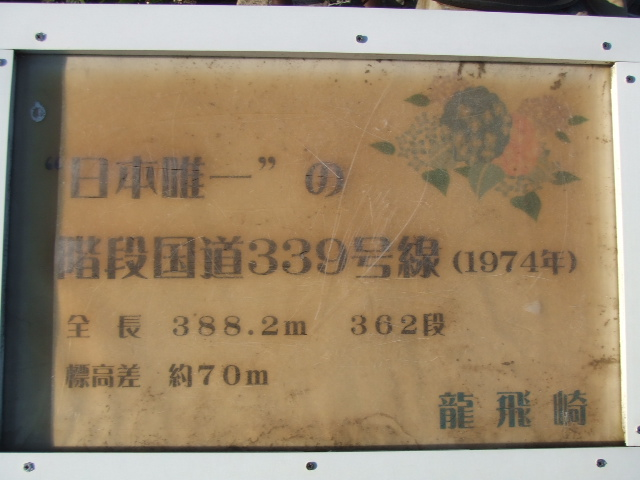
「日本唯一の階段国道」のプレート（2007年10月）
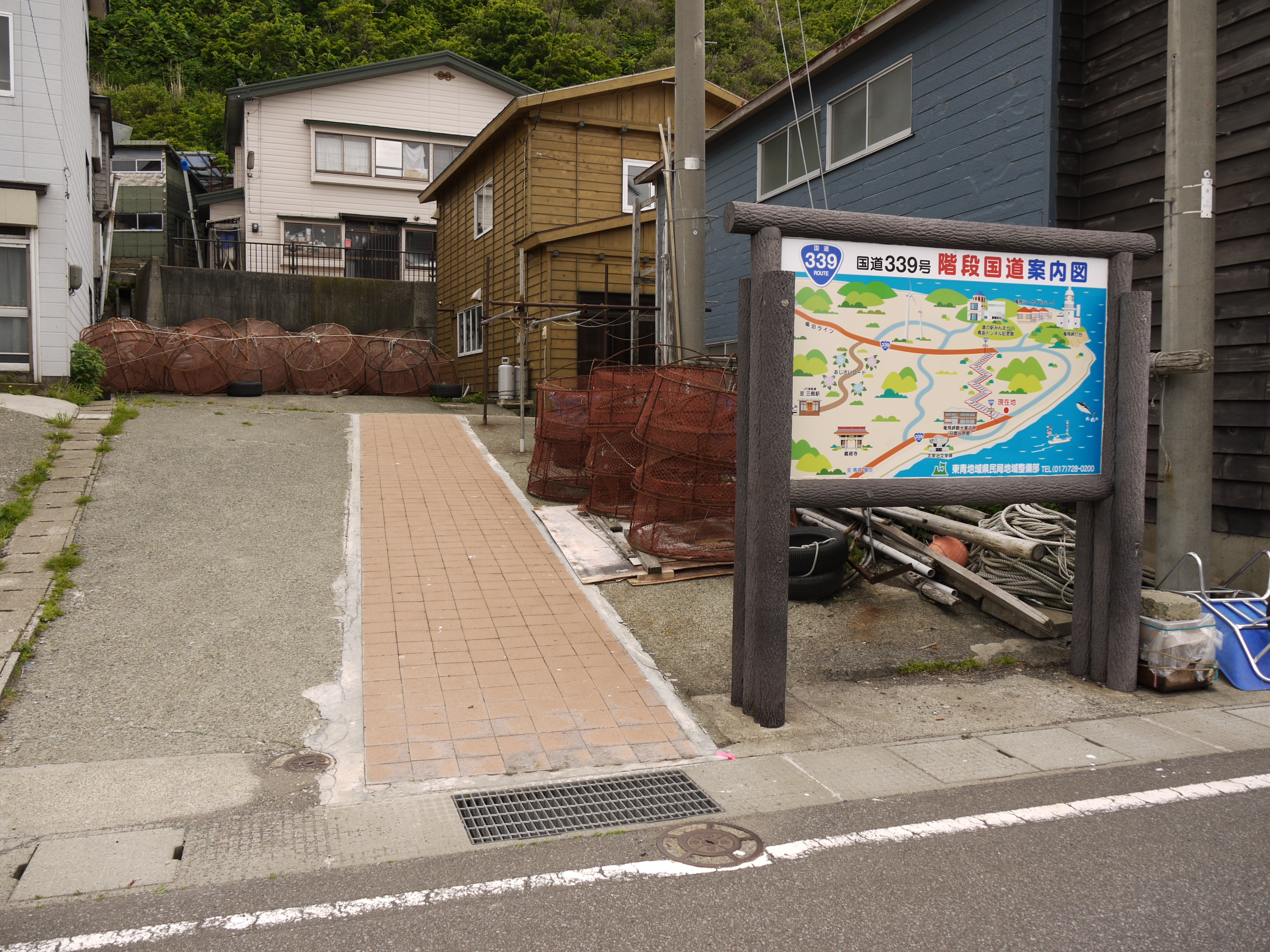
下側は民家の間にでてくる（2012年5月）

### 歩道
階段を下りきった先に続く歩道は、龍飛漁港に続く幅1 m内外の赤レンガ舗装の路地で、階段国道の一部となっている。国道部分は、かつて民家の軒先をかすめるように細く折れ曲がって入り組んでいたが、2018年（平成30年）1月18日未明に発生した三厩龍浜地区の火災で路地脇の民家は焼失してしまい、同年時点では周辺に空き地が広がっている。かつては通行人がようやくすれ違えるほどの道幅が狭い路地であり、非公式であるが日本一狭い国道ともいわれている。漁港に向かって路地を抜けたところで、2車線の道路に突き当たる。

## 地理
弘前市から十三湖まで津軽平野を走る平坦な道路で、十三湖以北から日本海の海岸沿いの道路になる。弘前側の津軽平野の道は、広大な田園風景が続いていて、平野部の北端に位置する十三湖の北側から海岸線が現れる。
竜泊ラインとよばれるエリアは、日本海沿岸を走り抜ける東北地方屈指の眺望に優れた道路で知られている。小泊周辺の海岸線は、ごろごろ転がる大きな岩石に荒波が打ち寄せる海岸風景を臨む道である。小泊から5 kmほどで連続するヘアピンカーブを登り、日本海を下に望む山岳道路へと変化し、尾根沿いに進んで龍飛崎に到達する。竜泊ラインの途中にある跳瞰台（ちょうかんだい）へはつづら折りの峠道で、跳瞰台からの眺望は、日本海から北海道方面に向けて津軽海峡に突き出す龍飛崎の風景を展望できる。山並みに風力発電の風車が建ち、天候に恵まれれば津軽海峡越しに北海道最南端の白神岬を遠望することも出来る。

### 通過する自治体
- 青森県
  - 弘前市 - 南津軽郡藤崎町 - 北津軽郡板柳町 - 北津軽郡鶴田町 - 五所川原市 - 北津軽郡中泊町 - 五所川原市 - 中泊町 - 東津軽郡外ヶ浜町

### 交差する道路
- 国道7号（弘前市、南津軽郡藤崎町 舟場交差点 / 国道339号バイパス入口交差点）
- 国道101号（五所川原市姥萢、栄町）
- 国道101号 浪岡五所川原道路・五所川原西バイパス（五所川原市太刀打 五所川原北インター）
- 国道102号（弘前市）
- 国道280号（東津軽郡外ヶ浜町）
- 青森県道281号三厩停車場竜飛崎線（東津軽郡外ヶ浜町） - 全線にわたって国道339号の山側を並走している。

### 沿線
- 岩木川
- 十三湖
- 竜飛崎
- 津軽海峡
- JR東日本五能線
  - 藤崎駅 - 板柳駅 - 鶴泊駅 - 陸奥鶴田駅 - 五所川原駅
- 藤崎町役場（南津軽郡藤崎町）※バイパス側
- 板柳町役場（北津軽郡板柳町）※現道側
- 鶴田町役場（北津軽郡鶴田町）※現道側
- 五所川原市役所（五所川原市） - 2018年（平成30年）5月7日に沿道に移転。※現道側
- 青森県立五所川原工科高等学校（五所川原市）
  - 2023年3月31日までは青森県立五所川原工業高等学校で、2021年4月1日から閉校までは、五所川原工科高等学校と併置の形だった。
- 五所川原警察署（五所川原市）
- 津軽鉄道線
  - 津軽五所川原駅 - 芦野公園駅
- 竜飛崎温泉（東津軽郡外ヶ浜町[注釈 9] ）